# Live at Kassiopeia
Live at Kassiopeia ist ein Musikalbum von Julius Hemphill und Peter Kowald. Die am 8. Januar 1987 live im Veranstaltungsort Kassiopeia in Wuppertal entstandenen Aufnahmen erschienen im September 2011 auf NoBusiness Records.

## Hintergrund
Diese Live-Aufnahme, aufgenommen 1987 auf der Bühne einer (nicht mehr existierenden) Eß- und Veranstaltungskneipe in Kowalds Heimatstadt Wuppertal, präsentiert auf der ersten CD jeden der beiden Musiker in einem Soloauftritt, bevor sie auf der zweiten CD für drei Stücke vereint sind. Keine Begleittexte erläutern den Hintergrund des Albums.
Bekanntlich hatte Kowalds Duoarbeit 1987 ihr hohes Niveau erreicht, so dass er begann, die Welt auf der Suche nach ungewöhnlichen Partnern für ungehinderten Ausdruck zu bereisen, wie er das auf Duos: Europa · America · Japan (1991) dokumentierte. Hemphill hingegen hatte zu diesem Zeitpunkt das World Saxophone Quartet verlassen, aber noch nicht sein Saxophon-Sextett gegründet. Möglicherweise entstanden Konzert und Aufnahmen als ein spontanes Duo-Date, als der Amerikaner durch Deutschland reiste.

## Titelliste
- Julius Hemphill / Peter Kowald: Live at Kassiopeia (NoBusiness Records – NBCD 35/36)[2]

1. Solo I (Julius Hemphill) 06:55
2. Solo II (Julius Hemphill) 7:19
3. Solo III (Julius Hemphill) 7:37
4. Solo (Peter Kowald) 16:06
5. Solo (Peter Kowald) (continues) 16:12
6. Duo I (Julius Hemphill / Peter Kowald) 21:51
7. Duo I (Julius Hemphill / Peter Kowald) (continues) 14:37
8. Duo II (Julius Hemphill / Peter Kowald) 7:45
9. Duo III (Julius Hemphill / Peter Kowald) 2:48

## Rezeption
Nach Ansicht von John Sharpe, der das Album in All About Jazz rezensierte, würden Hemphills drei Soloauftritte – jeder dauert etwa 6–7 Minuten – zwar nicht auf Blues basieren, seien aber definitiv bluesig angehaucht. Er interpretiere fließende Werke, die vermutlich seine eigenen sind (alle auf dem Cover schlicht „Solo“ genannt), die sein Markenzeichen tragen: träge Melodien, die mit Dissonanzen flirten. Dabei bleibe er stets konzentriert; melodisch und schwungvoll im Tempo, manchmal an Ornette Coleman erinnernd, nur gelegentlich ins Falsett-Register abdriftend. Nur eine furiose Double-Time-Passage in „Solo I“ und einige schillernde Läufe in „Solo II“ zeigten sein Können. Sein Ton habe eine leicht körnige, nasale Qualität und einen leichten Vorhall, vermutlich ein Artefakt, das vom Alter der Tonbänder herrühren dürfte.
Kowald treibe die Möglichkeiten seines Instruments in seinem 32-minütigen Feature deutlich energischer bis ins Extreme, so Sharpe. Ausgehend von einem pulsierenden, kraftvollen Pizzicato kontrastiere er tiefe, dunkle Resonanz mit flüchtiger Bogenführung. Gelegentlich nutze er die Obertöne, wo seine splitterigen, vokalisierten Modulationen die Illusion mehrerer Stimmen erzeugen. Darüber hinaus nutze er seine Stimme tatsächlich und verbinde subtil den Kehlkopfgesang, den er in sibirischen Kollaborationen erlernt habe, mit seiner Coll’arco-Technik und verleihe so eine einnehmende menschliche Verletzlichkeit. Es sei schließlich faszinierend zu hören, wie beide als Duo zwischen ihren beiden Heimatgebieten wechseln. Als improvisiertes Duett würden sie sich deutlich stärker auf dem Terrain des Bassisten bewegen, jeder reagiere im Moment auf den anderen, berührten aber auch Jazz-Narrative, wobei Kowald seinen Bass im Tandem mit Hemphills gefühlvollem Alt spiele. Auch hier bringe der Deutsche mit seinen unerwarteten Wendungen außerhalb der Tradition eine neue Dimension ein.